# Dubrovnik
Dubrovnik også kendt som Ragusa er en kroatisk by ved Adriaterhavet. Byen er et af de naturskønneste og mest besøgte turiststeder i Dalmatien.
Byen blev anlagt i det 7. århundrede og blev et vigtigt kulturcentrum og handelsområde i middelalderen. Mellem 1815 og 1919 var den under østrigsk herredømme.
Efter opløsningen af Jugoslavien og borgerkrigen på Balkan blev byen udsat for bombardementer.
Byen har en meget velbevaret middelalderby og bymur.
Dele af serien Game of Thrones er optaget i Dubrovnik, hvor den har været brugt som byen King's Landing.